# Descurainia sophioides
Descurainia sophioides là một loài thực vật có hoa trong họ Cải. Loài này được (Fisch. ex Hook.) O.E.Schulz mô tả khoa học đầu tiên năm 1924.